# Петер Фаркаш (борець)
Петер Фаркаш (угор. Farkas Péter; нар. 14 серпня 1968, Будапешт, Угорська Народна Республіка) — угорський борець греко-римського стилю, дворазовий чемпіон світу, чемпіон та срібний призер чемпіонатів Європи, чемпіон Олімпійських ігор.

## Біографія
Боротьбою почав займатися з 1979 року. У 1988 став чемпіоном Європи серед молоді. Виступав за борцівський клуб «Уйпешті Торна Егілет» з Будапешта. Тренувався під керівництвом чемпіона Європи та світу, олімпійського чемпіона 1980 року Ференца Кочиша.
Першого серйозного успіху на змаганнях найвищого рівня досяг у 1990 році, коли став чемпіоном світу, перемігши у фіналі видатного радянського борця Михайла Маміашвілі — діючого олімпійського чемпіона та триразового чемпіона світу.
Наступного року святкував подвійний успіх, перемігши і на чемпіонаті світу, і на чемпіонаті континенту.
На літніх Олімпійських іграх 1992 року в Барселоні став чемпіоном. У фіналі переміг Пйотра Степеня, що представляв команду Польщі.
Після Олімпійського успіху кар'єра спортсмена пішла на спад. Останній раз піднявся на п'єдестал на чемпіонаті Європи 1996 року, коли посів друге місце, програвши у фіналі видатному турецькому борцеві Гамзі Єрлікая, що виграв тоді свій перший з восьми чемпіонських титулів європейської першості. Того ж року на літніх Олімпійських іграх в Атланті програв два поєдинки з двох і поділив останнє місце у своїй вагові категорії з двома іншими невдахами того турніру. Це був останній виступ Петера Фаркаша на змаганнях найвищого рівня.

## Скандали
У 2009 році заочно засуджений міським судом Будапешта до семи років позбавлення волі за торгівлю наркотиками. Була доведена провина колишнього олімпійського чемпіона в тому, що він протягом 5 років у своєму будинку в Будапешті вирощував і поширював марихуану. Вперше спортсмен був затриманий за підозрою у вирощуванні марихуани ще в 2004 році. Слідство довело, що олімпійський чемпіон зберігав цей наркотик у великих кількостях, а також ховав його по домівках своїх родичів і був причетний до його поширення. Під час слідства Петер Фаркаш сховався від органів правосуддя. Угорські журналісти припустили, що він переховується під підробленими документами в Таїланді.

## Спортивні результати

### Виступи на Олімпіадах
| Змагання                    | Збірна   | Вагова категорія | Місце  |
| --------------------------- | -------- | ---------------- | ------ |
| Літні Олімпійські ігри 1992 | Угорщина | 82 кг            | Золото |
| Літні Олімпійські ігри 1996 | Угорщина | 82 кг            | 17     |

### Виступи на Чемпіонатах світу
| Змагання                        | Збірна   | Вагова категорія | Місце  |
| ------------------------------- | -------- | ---------------- | ------ |
| Чемпіонат світу з боротьби 1990 | Угорщина | 82 кг            | Золото |
| Чемпіонат світу з боротьби 1991 | Угорщина | 82 кг            | Золото |
| Чемпіонат світу з боротьби 1993 | Угорщина | 82 кг            | 5      |
| Чемпіонат світу з боротьби 1995 | Угорщина | 82 кг            | 20     |

### Виступи на Чемпіонатах Європи
| Змагання                         | Збірна   | Вагова категорія | Місце  |
| -------------------------------- | -------- | ---------------- | ------ |
| Чемпіонат Європи з боротьби 1989 | Угорщина | 90 кг            | 4      |
| Чемпіонат Європи з боротьби 1991 | Угорщина | 82 кг            | Золото |
| Чемпіонат Європи з боротьби 1996 | Угорщина | 82 кг            | Срібло |

### Виступи на інших змаганнях
| Змагання                           | Збірна   | Вагова категорія | Місце  |
| ---------------------------------- | -------- | ---------------- | ------ |
| Гран-прі FILA 1988                 | Угорщина | 90 кг            | Золото |
| Гран-прі Німеччини з боротьби 1989 | Угорщина | 90 кг            | Золото |